# You Je-Young
You Je-Young (1º ottobre 1992) è una judoka sudcoreana.

## Palmares
- Campionati asiatico-pacifici di judo

Fujairah 2019: bronzo nei 48 kg.